# Pöthen (Gommern)
Pöthen ist ein Ortsteil der Ortschaft Karith der Stadt Gommern im Landkreis Jerichower Land in Sachsen-Anhalt.

## Geographie
Der Ort liegt drei Kilometer nördlich von Gommern. Die Nachbarorte sind Nedlitz im Norden, Karith im Nordosten, Neugut im Südosten, Gommern im Süden, Vogelsang im Südwesten, Wahlitz im Westen sowie Menz im Nordwesten.

## Sehenswürdigkeiten
Die Gutskapelle Pöthen ist eine nur noch als Ruine erhaltene Kapelle.
Der Pöthener Park ist ein ehemaliger Gutspark im Dorf.